# Grégory Tadé
Grégory Tadé (n. 2 septembrie 1986, Nantes, Franța) este un fotbalist francez de origine ivoriană, care ultima dată a evoluat la clubul . A jucat în trecut și la Steaua, debutând în meciul cu FK AS Trenčín, din turul 2 al preliminariilor UEFA Champions League. 
A fost golgheterul Ligii 1 în sezonul 2014-2015 cu 18 goluri. 
Vărul său Armand Oné de asemenea este fotbalist profesionist.

## Statistici carieră
| Ani(Sezon) | Echipa           | Meciuri | Goluri |
| ---------- | ---------------- | ------- | ------ |
| 2003-2006  | Forfar Athletic  | 23      | 3      |
| 2006-2007  | Stranraer        | 48      | 17     |
| 2007-2009  | Raith Rovers     | 84      | 19     |
| 2009-2011  | Inverness        | 40      | 9      |
| 2011-2013  | St.Johnstone     | 41      | 5      |
| 2013-2016  | CFR Cluj         | 57      | 23     |
| 2015-2016  | Steaua București | 28      | 5      |